# دونا ريتشاردسون
دونا ريتشاردسون (بالإنجليزية: Donna Richardson)‏ هي كاتِبة أمريكية، ولدت في 13 مايو 1957 في سيلفر سبرينغ في الولايات المتحدة.

## وصلات خارجية
- دونا ريتشاردسون على موقع IMDb (الإنجليزية)